# 足球报
《足球》报，隸屬廣州日報報業集團，創刊於是1980年1月1日，是一份中國發行量最大的足球專業報紙。現時，《足球》每逢星期一、四出版，共4開24版，主要報道中國國内外的足球消息和評論。星期四、六，出版《足球大贏家》，提供足球彩票及足球博彩信息、貼士。
2004年，《足球》改版，推出《足球·勁體育》和《篮球先锋报》，從一份單一的體育項目報紙轉型為綜合性體育報道報紙。
《足球》在中國大陸及海外共設有32個分印點，每期發行量達150多萬份。